# Cassistrellus
Cassistrellus (Ruedi, Eger, Lim & Csorba, 2017) è un genere di pipistrelli della famiglia dei Vespertilionidi.

## Etimoligia
L'epiteto trae origine dalla combinazione dal termine greco cassis-, ovvero elmo e dalla contrazione di pipistrellus, con riferimento alla particolare struttura del cranio.

## Descrizione

### Dimensioni
Al genere Cassistrellus appartengono pipistrelli di piccole dimensioni, con lunghezza della testa e del corpo tra 59 e 66 mm, la lunghezza dell'avambraccio tra 39,4 e 47,5 mm, la lunghezza della coda tra 40 e 52 mm e un peso fino a 15 g.

### Caratteristiche craniche e dentarie
Il cranio è robusto ed angolato nel profilo, con una linea quasi dritta tra il rostro e la regione occipitale. È caratterizzato dalla presenza di creste sagittali ben sviluppate, le quali unendosi alle creste lambdoidi formano una sorta di elmetto in cima al cranio. I canini superiori possiedono una cuspide secondaria lungo il bordo posteriore.
Sono caratterizzati dalla seguente formula dentaria:

### Aspetto
La pelliccia è corta e generalmente castana dorsalmente e più chiara ventralmente. Il muso è particolarmente largo. Le ali sono strette, con l'estremità breve ed appuntita. Sono attaccate posteriormente tra la metà e la parte finale dei metatarsi. La coda si estende di circa 2-3 mm oltre l'ampio uropatagio. Il calcar presenta un piccolo lobo di rinforzo vicino alla caviglia.

## Distribuzione
Il genere è diffuso nell'Ecozona orientale, in Nepal e in Indocina.

## Tassonomia
Il genere comprende 2 specie.
- Cassistrellus dimissus
- Cassistrellus yokdonensis